# Перуцци, Джино
Джино Перуцци (исп. Gino Peruzzi Lucchetti; род. 9 июня 1992, Кордова) — аргентинский и итальянский футболист, вингер клуба «Альянса Лима». Выступал за сборную Аргентины.

## Биография
Перуцци в возрасте шести лет попал в детскую футбольную школу команды «Атлетико Корраленсе», в которой провёл восемь лет. В 2006 году он переходит в молодёжную футбольную академию «Велес Сарсфилд». В 2010 году тренер команды Рикардо Гарека включил Джино в заявку команды на чемпионат. 27 ноября 2011 года в матче против «Колона» Перуцци дебютировал в аргентинской Примере. Несмотря на то, что свою первую игру Перуцци провёл на позиции вингера, Гарека начал часто использовать его на позиции флангового защитника.
Перуцци получил широкую известность после матча 1/4 Кубка Либертадорес против «Сантоса», в котором он полностью выключил из игры Неймара.
Прокомментировал своё противостояние с Неймаром накануне матча:

Знаю, Неймар, понятия не имеет, кто такой Джино Перуцци, но я это исправлю. Его трюки с мячом раздражают меня. Если он попробует поиздеваться надо мной, я сломаю его пополам.

26 августа 2012 года в матче против «Сан-Мартина» Джино забил свой первый гол за «Велес». В составе «Велес Сарсфилд» Джино стал чемпионом Инисиаль 2012.
В 2013 году Перуцци перешёл в итальянскую «Катанию». Сумма трансфера составила 3,5 млн.евро. 1 декабря в матче против «Милана» он дебютировал в итальянской Серии A. 16 февраля 2014 года в поединке против римского «Лацио» Джино забил свой первый гол за «Катания». По итогам сезона клуб вылетел из элиты.
В начале 2015 года Перуцци вернулся на родину, подписав соглашение с «Бока Хуниорс». Сумма трансфера составила 2,5 млн евро. 14 марта в матче против «Дефенса и Хустисия» он дебютировал за новый клуб. 27 сентября в поединке против «Банфилда» Перуцци забил свой первый гол за «Бока Хуниорс». В начале 2018 года Джино на правах аренды перешёл в уругвайский «Насьональ».

### Карьера в сборной
20 сентября 2012 года в товарищеском матче против сборной Бразилии Перуции дебютировал за сборную Аргентины.

## Достижения
«Велес Сарсфилд»
- Чемпионат Аргентины по футболу — Инисиаль 2012

«Бока Хуниорс»
- Чемпион Аргентины — 2015
- Чемпион Аргентины — 2016/17
- Обладатель Кубка Аргентины — 2015

## Личная жизнь
Двоюродный брат итальянского футболиста Анджело Перуцци.